# Orchestra Sinfonica di Toledo
L'Orchestra Sinfonica di Toledo è un'orchestra sinfonica di Toledo, Ohio. È la più grande "risorsa musicale della regione". Si esibisce nell'Ohio, Michigan e Indiana. L'orchestra inoltre suona regolarmente al Toledo Club, al Centro Francescano, al Teatro Stranahan, al Museo d'arte di Toledo.

## Direttori
- Hans Lange (1946–1949)
- Joseph Hawthorne (1955–1963)
- Serge Fournier (1964–1979)
- Joseph Silverstein (direttore ad interim 1979–1980)
- Yuval Zaliouk (1980–1989)
- Ole Schmidt (interim: 1989–1991)
- Andrew Massey (1991–2002)
- Stefan Sanderling (2003–attuale)